# Bojnica
Bojnica (in bulgaro Бойница?) è un comune bulgaro situato nella regione di Vidin di 1 735 abitanti (dati 2009). La sede comunale è nella località omonima.

## Località
Il comune è formato dall'insieme delle seguenti località:
- Bojnica (sede comunale)
- Borilovec
- Gradskovski kolibi
- Kanic
- Perilovec
- Rabrovo
- Šipikova mahala
- Šišenci